# Irena Brežná
Irena Brežná (* 26. února 1950, Bratislava, Československo) je švýcarská spisovatelka a novinářka slovenského původu.

## Biografie
Své dětství prožila v Trenčíně, odkud v roce 1968 emigrovala do Švýcarska, kde dosud žije. Vystudovala zde slavistiku, filozofii a psychologii na Univerzitě v Basileji. Podílí se aktivně na práci Amnesty International. Realizovala a podporovala různé humanitární a ženské projekty, například v Guineji a v Čečensku. Na Slovensku spolupracuje s ženskou vzdělávací a publikační organizací Aspekt, kterou podporuje od jejího vzniku. Jedná se o převážně německy píšící spisovatelku a novinářku, za své publicistické a literární texty již získala mnohá ocenění. Je stálou přispěvatelkou několika švýcarských a německých novin a časopisů, například Neue Zürcher Zeitung, der Freitag (Berlín).

## Dílo

### Přehled děl v originále (výběr)
- Slowakische Fragmente: So kam ich unter die Schweizer: Geschichte einer Emigration (1986)
- Biro und Barbara, Kinderbuch (1989)
- Die Schuppenhaut: Erzählung (1989)
- Karibischer Ball (1991)
- Falsche Mythen: Reportagen aus Mittel- und Osteuropa nach der Wende (1996)
- Die Wölfinnen von Sernowodsk: Reportagen aus Tschetschenien (1997)
- Die Sammlerin der Seelen: Unterwegs in meinem Europa (2003)

### České překlady
- Brežná, Irena. Vlčice ze Sernovodsku : zápisky z čečenské války (orig. 'Wölfinnen von Sernowodsk'). 1. vyd. Praha ; Litomyšl : Paseka, 2012. 133 S. Překlad: Jan Mattuš, předmluva: Petra Procházková
- Brežná, Irena. Nejlepší ze všech světů (orig. 'Die Beste aller Welten'). 1. vyd. Praha; Litomyšl : Paseka, 2010. 148 S. Překlad: Jana Zoubková

### Slovenské překlady
- Brežná, Irena. Nevďačná cudzinka. 1. vyd. Bratislava : Aspekt, 2014. 160 S. Překlad: Jana Cviková
- Brežná, Irena. Na slepačích krídlach (orig. 'Die Beste aller Welten'). 1. vyd. Bratislava : Aspekt, 2007. 219 S. Překlad: Jana Cviková
- Brežná, Irena. Tekutý fetiš. Bratislava : Aspekt, 2005. 314 stran. ISBN 80-85549-38-7
- Brežná, Irena. Psoriáza, moja láska (orig. 'Die Schuppenhaut'). Bratislava : Archa, 1992. 120 S. Překlad: Magda Takáčová